# Unter zwei Flaggen (1954)
Unter zwei Flaggen (Originaltitel: The Raid, frei übersetzt: „Der feindliche Überfall“) ist ein US-amerikanischer Western aus dem Jahr 1954 von Hugo Fregonese. Das Drehbuch verfasste Sydney Boehm. Es beruht auf dem Roman „Affair at St. Albans“ von Herbert Ravenel Sass. Die Hauptrollen sind mit Van Heflin und Anne Bancroft besetzt. Ins Kino kam das Werk erstmals am 4. August 1954 in den Vereinigten Staaten. In der Bundesrepublik Deutschland konnte man den Film ab 5. Dezember 1958 auf der Leinwand sehen. 

## Handlung
Der Film spielt im Jahr 1864 zur Zeit des amerikanischen Bürgerkrieges. Unter dem Kommando von Major Neal Benton gelingt gleich sieben Offizieren der Südstaaten die Flucht aus dem nordamerikanischen Gefangenenlager in Plattsburgh. Ihr Ziel ist St. Alban. Das Grüppchen will diese Stadt dem Erdboden gleichmachen als Vergeltung dafür, dass Atlanta von den Yankees in Schutt und Asche gelegt worden ist. Neal Benton gibt sich unter falschem Namen als reicher Kanadier aus, der sich in St. Alban niederlassen möchte. Der Bankier Anderson hilft ihm bei der Suche nach einer Unterkunft. So landet der Offizier schließlich im Haus der jungen Kriegerwitwe Katy Bishop, das sie selbst mit ihrem neunjährigen Sohn Larry und dem einarmigen Captain Foster bewohnt. Letzterer ist äußerst wortkarg, obwohl er in der Stadt als Rekrutierungsoffizier eingesetzt ist. Es dauert nicht lange, bis Benton mit dem Jungen Freundschaft schließt und sich in dessen Mutter verliebt. Obwohl die Frau seine Gefühle erwidert, verliert Benton sein Ziel nicht aus dem Auge.
Unter dem Vorwand, nach einem geeigneten Grundstück zu suchen, das er zu kaufen gedenkt, inspiziert Benton die Gegend. Bald entdeckt er eine verlassene Farm, die sich gut dazu eignet, von ihr aus den Angriff auf St. Alban durchzuführen. Seine Leute, die sich ebenfalls als Zivilisten in der Stadt aufhalten, werden genau informiert. Wenn die Stadt geplündert wird, dann geschieht dies im Namen des Kriegsrechts. Deshalb werden sie auch – sobald es so weit ist – ihre Uniformen tragen, ebenso die Freiwilligen, die von Colonel Tucker zu ihrer Verstärkung rekrutiert worden sind.
Ein Umstand zwingt Benton, den von ihm festgelegten Termin zu verschieben: Etliche Soldaten der Nordarmee verbringen gerade das Wochenende in St. Alban, weil hier ein traditioneller Basar stattfindet. Höhepunkt ist dabei die Versteigerung einer erbeuteten Fahne der Südstaatler. Katy gelingt es, die Trophäe zu ersteigern.
Zwei Tage später wird einer von Bentons Mannen fast zum Verräter, als er im Alkoholrausch den Plan der Südstaatler bekanntgeben will. Benton kann dies nur verhindern, indem er den Kerl vor den Augen der Bürgerschaft erschießt. Für den kleinen Larry ist Benton fortan ein Held, den er ebenso bewundert wie seinen gefallenen Vater. Bald jedoch weicht die Bewunderung des Kindes der Erschütterung, als er den väterlichen Freund in der Uniform des verhassten Feindes entdeckt, just in dem Augenblick, als Benton das Signal zum Angriff gibt.
Die Feuerwalze ist über St. Alban hereingebrochen. In letzter Minute erreicht Benton mit seiner Gruppe die Grenze. Als Katy Neals Abschiedsbrief liest, in dem dieser an ihr Verständnis appelliert, bricht sie in Tränen aus. Sie wird ihm verzeihen.

## Kritik
Eine überwiegend positive Meinung hat das Lexikon des internationalen Films. Es zieht folgendes Fazit: „Kleines, effektiv gemachtes und gespieltes Kriegs- und Gewissensdrama nach einem historisch verbürgten Ereignis.“ In der später erfolgten Online-Ausgabe fiel das Urteil nicht mehr so gut aus: „Was ein Zeitbild aus dem Sezessionskrieg sein will, entpuppt sich lediglich als ein Kriegsabenteuer, das nur in wenigen Augenblicken fesselt.“

## Quelle
Programm zum Film: Illustrierte Film-Bühne, Vereinigte Verlagsgesellschaften Franke & Co. KG, München, Nummer 4609